# Balsamierungshalle
Die Balsamierungshalle (auch Balsamierungswerkstatt; altägyptisch weryt) ist eine altägyptische Einrichtung zur Mumifizierung von Leichen. Der gesamte Vorgang in der Balsamierungshalle symbolisiert die Wandlung vom irdisch Verstorbenen zu einer göttlichen Mumienstatue, verbunden mit den zugehörigen Bestattungsriten der Lösung.
Nach Darstellungen von Privatgräbern aus dem Alten Reich stand die Balsamierungshalle zusammen mit dem Reinigungszelt (jbw) am Westufer des Nils. Es handelte sich um eine Konstruktion mit einer Säulenhalle und einem wegen der geheimen Riten geschützten Zugang. Für Könige gab es möglicherweise eine eigene Anlage, die ursprünglich eine Schilfhütte war (seh-netjer). Bisher wurde nur die Balsamierungshalle der Apis-Stiere in Memphis gefunden. Dabei handelte es sich um einen Ziegelbau mit schmalen, parallelen Räumen und acht bis zu vier Meter langen Steintischen mit Löwenprotomen.
Die Bezeichnung Balsamierungswerkstatt bezieht sich auf den Oberbegriff Lösung und meint die vergöttlichende Herstellung vom Körper des Verstorbenen. Jedem Körperteil wurde dabei eine Gottheit zugeordnet. Der Kopf besaß hierbei die größte Bedeutung (Totenmaske). Nach dem Vollzug der Vergöttlichung von Körperteilen setzte sich der Trauerzug in Bewegung, um an der Begräbnisstätte das abschließende Ritual der Mundöffnung vorzunehmen. Die vergöttlichte Mumienstatue wird während der Mundöffnungszeremonie in aufrechter Haltung mittags im Vorhof der Begräbnisstätte positioniert, um nach Sonnenuntergang in den Sarkophag eingebettet zu werden, wobei der Sarkophag als „Mutterschoß“ den Ort der nachfolgenden Wiedergeburt markierte. 